# Phryganistria heusii
Espèce
Phryganistria heusii est une espèce de phasmes asiatiques de la famille des Phasmatidae, de la sous-famille des Phasmatinae, qui a été décrite par Hennemann & Conle en 1997. (Dans les classifications récentes, Phryganistria fait partie de la sous-famille des Clitumninae et de la tribu des Pharnaciini).

## Taxinomie
Cette espèce comprend deux sous-espèces : 
- Phryganistria heusii heusii (Hennemann & Conle, 1997)
- Phryganistria heusii yentuensis Bresseel & Constant, 2014 - "Tay Yen Tu" en vietnamien

La seconde sous-espèce récemment découverte au Vietnam mesure 32 cm de long et 54 avec les pattes avant tendues, ce qui en fait le 2e plus grand insecte au monde. Ces insectes sont actifs presque exclusivement la nuit, de couleur brun-vert, très mimétiques dans les arbres et arbustes où ils vivent. Des mâles, des femelles et des œufs ont été récoltés afin de permettre des études approfondies au muséum des sciences naturelles de Bruxelles.

## Article original
- Joachim Bresseel, Jérôme Constant. 2014. Giant Sticks from Vietnam and China, with three new taxa including the second longest insect known to date (Phasmatodea, Phasmatidae, Clitumninae, Pharnaciini). European Journal of Entomology No. 104 (2014) (lien vers  europeanjournaloftaxonomy.eu).